# Susana Díaz
Pour les articles homonymes, voir Díaz.
Susana Díaz Pacheco, née le 18 octobre 1974 à Séville, est une femme politique espagnole, membre du Parti socialiste ouvrier espagnol (PSOE).
Elle est présidente de la Junte d'Andalousie entre le 6 septembre 2013 et le 18 janvier 2019.

## Biographie

### Premiers mandats politiques
Diplômée en droit et haute direction des entreprises de l'université de Séville, elle est désignée secrétaire à l'Organisation des jeunesses socialistes d'Andalousie en 1997 par Rafael Velasco. Elle est élue au conseil municipal de Séville à 24 ans, lors des élections de juin 1999. Après le scrutin de 2003, elle devient adjointe au maire, déléguée aux Ressources humaines.

### Une rapide carrière parlementaire
À l'occasion des élections générales de mars 2004, elle est élue députée de la province de Séville au Congrès des députés. Elle renonce à ce mandat quatre ans plus tard, afin de siéger au Parlement d'Andalousie.

### La numéro deux de Griñán
En mars 2010, le nouveau secrétaire général du PSOE andalou (PSOE-A), José Antonio Griñán, la nomme secrétaire régionale à l'Organisation. Élue sénatrice par le Parlement d'Andalousie en 2011, elle est choisie, le 7 mai 2012, comme conseillère à la Présidence et à l'Égalité de la Junte d'Andalousie, sous la présidence de Griñán. Deux mois plus tard, elle est élue secrétaire générale du PSOE dans la province de Séville.

### Candidate à la présidence d'Andalousie
En conséquence de la décision de José Antonio Griñán de ne pas se représenter à la fin de son mandat, elle annonce le 4 juillet 2013 qu'elle sera candidate à sa succession, dans le cadre de primaires. Ayant reçu l'appui de l'ancien président Rafael Escuredo, elle est la seule à obtenir les parrainages nécessaires et se voit donc proclamée automatiquement vainqueur.

### Première femme à présider la Junte
Griñán faisant le choix de démissionner avant la fin de son second mandat, elle est désignée le 27 août suivant par la commission exécutive régionale, à l'unanimité, comme candidate à sa succession.
Elle est officiellement investie par le Parlement d'Andalousie le 5 septembre suivant, devenant ainsi la première femme à présider cette communauté autonome. Le 23 novembre suivant, elle prend la suite de Griñán en tant que secrétaire générale du Parti socialiste ouvrier espagnol d'Andalousie (PSOE-A), sous la présidence de Micaela Navarro ; elle est élue par 722 voix favorables et 10 abstentions, soit un score écrasant de 98,6 % des voix des délégués.
Au cours de son mandat, elle doit gérer les conséquences d'un scandale de détournement de fonds publics, liés aux chômeurs et qui touche des figures du PSOE régional. Le 18 avril 2018, elle se réunit avec le président du gouvernement Mariano Rajoy et obtient la réunion du conseil de la politique fiscale et financière avant l'été 2018 afin de remettre à plat le système de financement des communautés autonomes.

### Candidate au secrétariat général du PSOE
Le 26 mars 2017, elle annonce sa candidature à la primaire visant à désigner un nouveau secrétaire général du PSOE à l'occasion du 39e congrès fédéral du Parti socialiste ouvrier espagnol. Elle affronte Patxi López et Pedro Sánchez, qui l'emporte avec dix points d'avance sur elle.

### Passage dans l'opposition
Lors des élections andalouses du 2 décembre 2018, le PSOE-A dont elle conduit la campagne ne fait élire que 33 députés, soit 13 de moins qu'en 2015, et ne peut atteindre la majorité absolue que cela soit avec Ciudadanos ou Adelante Andalucía, tandis que les trois partis de centre droit et droite bénéficie de 59 sièges sur 109. Le 16 janvier 2019, le chef de file du Parti populaire Juanma Moreno lui succède à la présidence de la Junte d'Andalousie et met un terme à 37 ans de gouvernance socialiste ininterrompue.
En mai 2021, des rumeurs font état de la volonté de la direction nationale du PSOE de convoquer des élections primaires pour désigner le candidat socialiste pour les prochaines élections au Parlement d'Andalousie. Sur proposition de la commission exécutive régionale convoquée par Susana Díaz le 6 mai, la commission exécutive fédérale approuve la tenue du scrutin interne le 13 juin. Lors du scrutin, elle est défaite par le maire de Séville Juan Espadas dès le premier tour, recueillant 38 % des voix contre 55 % pour son concurrent vainqueur. Elle indique alors ne pas vouloir se représenter au secrétariat général du PSOE andalou lors du congrès prévu à la fin de l'année.

### Retour au Sénat
Désignée sénatrice par le Parlement d'Andalousie en juillet 2021, elle est ensuite choisie pour présider la commission de l'Industrie, du Tourisme et du Commerce de la chambre haute des Cortes Generales après le retrait de sa collègue Marisa Bustinduy,. Après s'être assurée la présidence d'une commission et la prime salariale correspondante, elle démissionne de son mandat de députée régionale au cours d'une réunion avec la présidente du Parlement Marta Bosquet le 28 septembre suivant et quitte la présidence du groupe socialiste andalou, qui reste vacante jusqu'au terme de la législature,.

### Vie privée
Mariée, elle est mère de deux enfants.